# William Martin (Kaufmann)

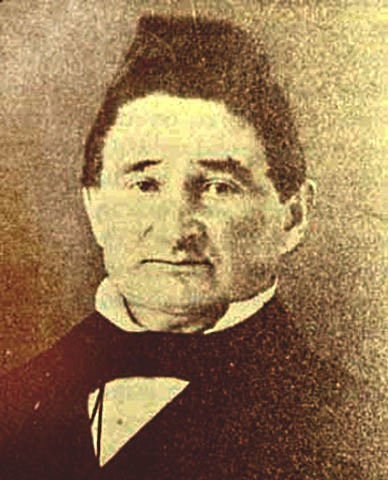
William Martin

Captain William Martin (* 30. Januar 1806 in Halifax, Virginia, Vereinigte Staaten; † 17. Januar 1859 in Martin, Tennessee, Vereinigte Staaten) war ein amerikanischer Kaufmann, der als Vater der Stadt Martin in Tennessee gilt. Aufgrund seiner bedeutenden Rolle in der Region gaben ihm die Bewohner das Namenspräfix Captain. 

## Leben
Captain Martin wurde am 30. Januar 1806 in Halifax, Virginia geboren. Er heiratete Sarah Glass am 30. September 1828. Zusammen mit seiner Frau und ihren Eltern zog er 1832 nach Weakley County, wo sie zunächst nach eigenen Angaben nur acht Pferde, etwa fünf oder sechs Sklaven und 2000 Dollar in bar besaßen. Zunächst ließen sie sich sechs Meilen nordöstlich von Dresden, Tennessee, nieder. Dort blieben sie bis 1838. Daraufhin kamen auch Martins Eltern nach Weakley. Sie bauten sich auf einer Anhöhe nördlich des heutigen East Side Cemetery eineinhalb Meilen nordöstlich vom Zentrum eines Gebietes, das heute die Stadt Martin darstellt, ihr Zuhause (ca. neun Meilen nordwestlich von Dresden). Dort zog er mit seiner Frau Sarah neun Kinder groß. Drei ihrer Söhne, George Washington Martin, Thomas Dudley Martin und Marshall Presley Martin, waren maßgeblich an der Entwicklung der Stadt Martin beteiligt.
Martin pflanzte 1831 als erstes Tabakpflanzen in Weakley County. Durch den Handel und das Verschiffen des Tabaks nach New Orleans verdiente er sein Geld. Um das Geschäft weiter auszubauen, hatte Captain Martin ab 1840 die Vision einer Eisenbahnstrecke durch seine Wahlheimat. Ab 1852 setzte sich Martin dafür ein, dass die Hickman and Obion Railroad ihre bestehende Bahnstrecke von Union City nach Hickman entsprechend verlängert. Um dies zu beschleunigen, investierte er 5000 Dollar persönlich. Jedoch reichte sein Privateigentum nicht aus, um den Streckenbau sicherzustellen. Daraufhin wurden die wenigen Bürger der Region aufgefordert, eine Steuer für die notwendigen Mittel zu bezahlen. Zu dieser Zeit war er landesweit, sowohl wirtschaftlich als auch politisch, ein sehr angesehener Mann, was dazu führte, dass die Leute die Steuer zahlten. 1857 genehmigte der Oberste Gerichtshof von Tennessee die Erweiterung der Eisenbahn durch Weakley County.
Die Strecke wurde kurz nach Beginn des Sezessionskrieges 1861 fertiggestellt. Captain Martin starb jedoch bereits 1859, sodass er nie seine Vision einer vollendeten Bahnstrecke durch seine Wahlheimat sehen konnte.

Seine Grabinschrift lautet (übersetzt):
Nun wir denn sind gerecht geworden durch den Glauben, so haben wir Frieden mit Gott durch unsern Herrn Jesus Christus, Römer 5:1